# Taillis
Taillis is een gemeente in het Franse departement Ille-et-Vilaine (regio Bretagne). De plaats maakt deel uit van het arrondissement Fougères-Vitré. Taillis telde op 1 januari 2022 1.036 inwoners.

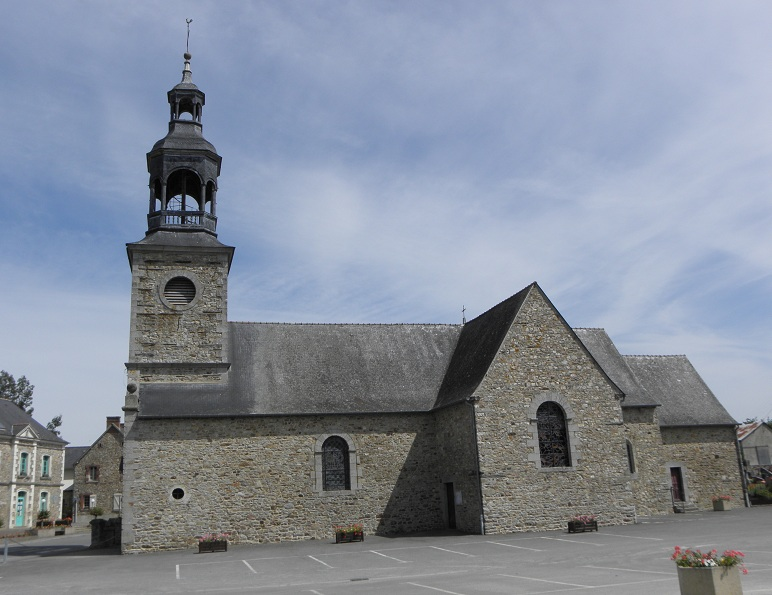
Kerk van Taillis
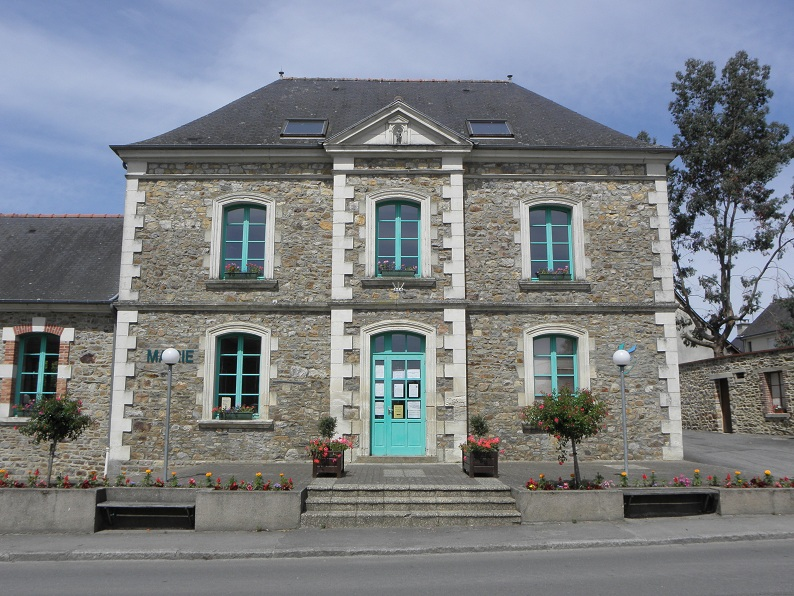
Gemeentehuis

## Geografie
De oppervlakte van Taillis bedroeg op 1 januari 2022 12,27 vierkante kilometer; de bevolkingsdichtheid was toen 84,4 inwoners per km².

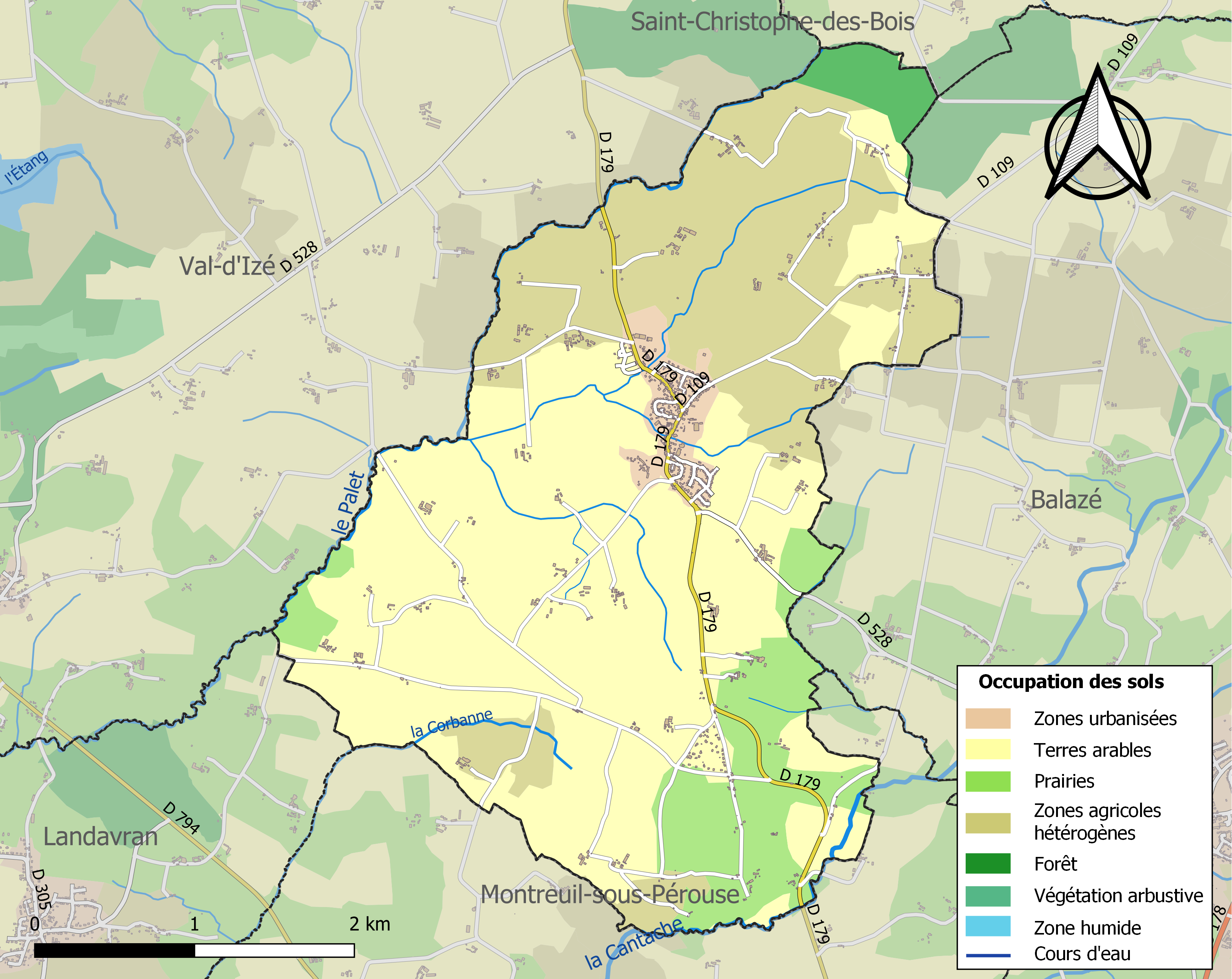
Kaart van de gemeente met belangrijkste infrastructuur, bodemgebruik en omliggende gemeenten

## Demografie
Onderstaande figuur toont het verloop van het inwonertal (bron: INSEE-tellingen).